# ناريندرا تشاودري
ناريندرا تشاودري (بالإنجليزية: 'Steel Man' Narendra Chaudhary)‏ هو عسكري هندي، ولد في 1968، وتوفي في 2016.